# Gervais-Maximilien Durand
 (février 2020).
Si vous disposez d'ouvrages ou d'articles de référence ou si vous connaissez des sites web de qualité traitant du thème abordé ici, merci de compléter l'article en donnant les références utiles à sa vérifiabilité et en les liant à la section « Notes et références ».
Pour les articles homonymes, voir Durand (patronyme).
Gervais-Maximilien Durand est un ébéniste parisien du XIXe siècle né à Paris le 30 juillet 1839 et mort à Paris 4e le 26 novembre 1911. 
Il s'installe 12 rue de la Cerisaie puis au 23 rue Beautreillis et enfin dans l'ancien hôtel de Sully au 62 rue Saint-Antoine.
Artisan exceptionnel, il s'illustre à l'exposition universelle de 1889 pour laquelle il remporte une médaille d'argent. D'après le rapport d'A. Picard : « M. Durand, ébéniste aussi habile que modeste, expose pour la première fois des meubles de premier ordre, dont il est à la fois le dessinateur et l'exécutant, il marche sur la voie tracée par les maîtres tels que Alfred Emmanuel Louis Beurdeley ou Henry Dasson ».